# Ali Amin Gandapur
Ali Amin Gandapur est un homme politique pakistanais. Il devient ministre en chef de la province de Khyber Pakhtunkhwa le 29 mars 2024.

## Biographie
Membre d'une tribu de Gandapur, il est le fils du général Aminullah Gandapur, ancien ministre sous le gouvernement de Muhammad Mian Soomro.
Il est ministre provincial du Revenu de 2013 à 2018.
En octobre 2018, après les élections législatives pakistanaises de 2018, il devient ministre des Affaires du Gilgit-Baltistan et du Cachemire.

### Ministre en chef
En mars 2024, après les élections provinciales de 2024 au Khyber Pakhtunkhwa, il est élu ministre en chef. Ceci fait suite à sa décision de conserver son siège de député provincial, au détriment de son siège de député, pour lequel il a été élu lors des élections législatives pakistanaises de 2024.

### Polémiques
En novembre 2017, il est accusé d'avoir couvert un homme pour avoir dénudé en public une jeune fille de seize ans dans un village, en représailles de la relation sexuelle que le frère de la victime a eu avec une autre fille du village. Contestant les accusations, Gandapur, rend visite à la famille de la victime et propose de verser de l'argent à la fille et à financer son mariage.
En 2020 et 2021, Gandapur s'illustre par des propos misogynes et menaçants envers Maryam Nawaz Sharif, qu'il accuse d'avoir eu recours à de la chirurgie esthétique par le biais de sommes détournées.
En mars 2024, il estime que la députée provinciale Sobia Sahid, a provoqué son propre harcèlement sexuel, après avoir accusé Imran Khan de corruption et a apporté des montres en séance parlementaire, pour symboliser cela.
En septembre 2024, il tient des propos misogynes envers les femmes journalistes et envers Maryam Nawaz Sharif. Il tient également des propos menaçants envers la presse. Ses propos sont largement condamnés, ce qui pousse son parti à s'en distancer et son chef, Gohar Ali Khan à s'excuser.